# Spherillo pygmaeus
Spherillo pygmaeus är en kräftdjursart som beskrevs av Karl Wilhelm Verhoeff1926. Spherillo pygmaeus ingår i släktet Spherillo och familjen Armadillidae. Inga underarter finns listade i Catalogue of Life.